# 港鐵巴士K76綫
港鐵巴士K76綫是由港鐵巴士營運的一條屯馬綫接駁巴士路綫，來往天恆及天水圍站之間。
港鐵巴士K76S綫是K76綫之特別線，來往濕地公園路及天水圍站，只於平日星期一至五繁忙時間提供服務。

## 歷史
本綫類似輕鐵輔助巴士路綫659，於2000年11月10日起投入服務，方便天水圍北居民轉乘輕鐵，2000年12月1日起與269C、969、969A、969P、E34、E34P等綫提供跨公司八達通轉乘優惠。但使用659轉乘其他巴士綫的乘客稀少，主要客源是轉乘輕鐵的乘客，2002年8月18日起配合輕鐵輔助巴士A71永久停駛，659繞經天水圍公園及天瑞邨。
本綫於2003年11月24日起投入服務，原本為一條臨時路綫，最初往來兆康及天恆，以方便天水圍北居民往返藍地，只在平日繁忙時間提供服務，最初計劃九廣西鐵通車後永久停駛，但天水圍第四期和預留支線通車後發生大混亂而獲得保留。由12月1日起，本綫的服務班次由9分鐘一班增強至6至7分鐘一班，服務時間及車費維持不變，以增加路綫的載客量。
後來為配合天水圍北輕鐵支綫通車，輕鐵新綫751及761（後來被761P綫取代）分別取代720及721，另外原本計劃會把659永久停駛，不過初期輕鐵服務非常混亂，跨公司八達通轉乘優惠亦告同時取消，本路綫便繼承了659提供接近的服務。2003年12月9日，本綫免費接載乘客，前往屯門及元朗接駁輕鐵，以避免天水圍區的乘客集中乘搭輕鐵列車。
2003年12月24日，本綫早上繁忙時間的頭班車已提早至早上6:00開出，班次維持每6至7分鐘一班，並繼續免收車費。
2004年2月9日，本線取消免費接駁服務，但不設與九廣西鐵（現屬屯馬線）的轉乘優惠。
不過在2004年7月4日，本路綫因天恆總站需騰出車坑讓九巴開辦276B線，總站由兆康縮短至西鐵天水圍站，並改為循環運作、路線性質由臨時路線改為接駁巴士路線、提升至每天全日服務、降低全程收費、增設與九廣西鐵（現屬屯馬綫）免費轉乘優惠，讓九廣西鐵轉車乘客可轉乘本綫直達天水圍北而毋須經天水圍南。及後276B於2005年2月28日起遷往天富後，天恆總站騰出車坑，由2005年3月27日起本路綫恢復雙向總站。
鑑於K76綫巴士平日早上繁忙時間，在天恆邨總站內的候車乘客眾多，為乘客安全著想，由2009年2月2日起，每逢星期一至五（公眾假期除外）早上6時至8時30分，K76綫巴士與九巴265B線巴士「對調」在天恆邨總站內的候車站台，令K76綫巴士的候車位置的空間增加，以容納更多候車乘客。
2011年2月27日起，本綫由天恆開出之尾班車開出時間延遲至22:50，由港鐵天水圍站開出之尾班車時間則延遲至23:05。
2012年10月22日起，往天恆總站方向之天盛苑分站取消，港鐵天水圍站巴士站取代天盛苑分站。
2015年2月27日起，因天水圍站總站需要重建，總站由該處遷往橋昌路東公共運輸交匯處
2016年5月29日：受居屋屏欣苑建築工程影響，橋昌路東公共運輸交匯處須永久封閉；天水圍站取消，改為天盛苑作臨時總站取代，而起點站則臨時遷往屏廈路北行近屏山天水圍泳池對面的輕鐵坑尾村站。
2021年8月30日：K76S投入服務。
2022年8月29日：K76S線往天水圍站班次增加至10班。

## 服務時間及班次
K76
| 天恆開           | 天恆開      | 天恆開       | 天水圍站開       | 天水圍站開  | 天水圍站開   |
| 日期             | 服務時間    | 班次（分鐘） | 日期             | 服務時間    | 班次（分鐘） |
| ---------------- | ----------- | ------------ | ---------------- | ----------- | ------------ |
| 星期一至五       | 06:00-22:50 | 3-10         | 星期一至五       | 06:00-23:05 | 3-10         |
| 星期六           | 06:00-22:50 | 6-10         | 星期六           | 06:00-23:05 | 6-10         |
| 星期日及公眾假期 | 06:00-22:50 | 7-10         | 星期日及公眾假期 | 06:00-23:05 | 7-10         |

K76S
- 星期一至五：
  - 濕地公園路開：07:00、07:30、08:00、08:10、08:20、08:30、08:35、09:00、09:05、09:35
  - 天水圍站開：18:25、18:55、19:25

星期六、日及公眾假期不設服務

## 收費
| 標準車費              | 標準車費                                                  | 現金 | 八達通 |
| --------------------- | --------------------------------------------------------- | ---- | ------ |
| 成人                  | 成人                                                      | $5.1 | $5.1   |
| 特惠                  | 小童                                                      | $2.2 | $2.2   |
| 特惠                  | 長者（65歲或以上） 「殘疾人士身分」個人八達通（12歲以下） | $2.2 | $2.0   |
| 特惠                  | 「學生身分」個人八達通                                    | $5.1 | $2.2   |
| 特惠                  | 「殘疾人士身分」個人八達通（12-64歲）                     | $5.1 | $2.0   |
| 「樂悠咭」（60-64歲） |                                                           | $5.1 | $2.0   |

| - 3至11歲為小童；65歲或以上為長者。 - 乘客可以現金或八達通於上車時付款，不設找續。 - 合資格學生使用「學生身份」個人八達通繳付車資，可享有特惠車費優惠，費用相等於小童車費，如以現金繳付車費，則必須繳付成人車費。 - 65歲或以上長者使用「樂悠咭」，以及合資格殘疾人士（包括12歲以下合資格殘疾兒童）使用「殘疾人士身份」個人八達通（包括「樂悠咭」）繳付車資，可享有每程$2.0或特惠車費（以較低者為準）的票價優惠；65歲或以上長者如使用長者或一般個人八達通繳付車資，則只可享有相等於小童車費優惠；12至64歲殘疾人士如以現金繳付車費，則必須繳付成人車費。 - 60至64歲香港居民使用「樂悠咭」繳付車資，可享有每程$2.0或成人車費（以較低者為準）的票價優惠，如以現金繳付車費，則必須繳付成人車費。 - 持有全月通2（屯門—南昌）或全月通3（屯門—紅磡）之乘客在車票有效期內確認八達通乘搭本路綫，可獲免費。 - 持有屯門—南昌全日通、遊客全日通或港鐵認可之指定智能車票之乘客在車票有效期內確認有效車票，可獲免費乘搭本路綫。 - 所有港鐵車票（包括但不限於輕鐵車票、港鐵紀念車票及搭十送一車票等；不包括屯門—南昌全日通及指定日子使用的紀念車票），不會獲得免費轉乘優惠。 - 每位成人乘客可免費攜帶最多兩名3歲以下而不佔座位的兒童乘客乘車，超額之3歲以下小童必須繳付小童車費乘車。 - 港鐵公司職員及家屬（不包括外判職員）可免費乘搭本路綫，惟必須拍職員或職員家屬八達通。 - 使用八達通的乘客，於上車拍卡後一小時內轉乘港鐵重鐵網絡（機場快綫除外）／輕鐵，或於港鐵重鐵網絡（機場快綫除外）出閘／輕鐵出站後一小時內轉乘本綫，本路綫車資可獲減免。 - 如轉乘模式為輕鐵／港鐵巴士→港鐵（屯馬綫）→輕鐵／港鐵巴士，整個轉乘行程不可超過兩小時。 |

- 由本路綫於上車後1小時內轉乘K75A綫、K75P綫，或由上述路綫轉乘本路綫，可免收車資。

## 使用車輛
正常情況下，本綫主要使用富豪B9TL巴士(3xx)、亞歷山大丹尼士Enviro 500 12米和11.3米（801-803、825-833）及亞歷山大丹尼士Enviro 500 MMC（5xx）。
而特別班次則使用所有車款，有時更會使用亞歷山大丹尼士Enviro 400（14x）。而東鐵部的亞歷山大丹尼士Enviro 500更在早繁出現於本線，經過一段時間，亞歷山大丹尼士Enviro 500 12米（801-804）正式成為主力行走本線。
在2012年，首2輛出牌的Enviro 500 11.3米（825、826）在本線首航，其後這款車數目一直增加，星期日更是全數使用該款巴士行走。
在同年新購入的6架E50D也於2013年9月2日在本線首航，這批車一來令本線出現富豪奧林比安（2xx）機會大大地降低，多數都只以支援車方式行走，本線開始以亞歷山大丹尼士Enviro 500為主力。
在2016年1月20日，首輛富豪B9TL巴士（319）在本線首航，並成為主力。

### 用車數目
| 日子                                            | 日子                                            | 用車數目 |
| ----------------------------------------------- | ----------------------------------------------- | -------- |
| 星期一至五繁忙時段 （07:00-08:30、17:30-19:30） | 星期一至五繁忙時段 （07:00-08:30、17:30-19:30） | 10~15輛  |
| 星期一至六晚間非繁忙時段                        | 星期一至六晚間非繁忙時段                        | 4輛      |
| 星期一至六日間非繁忙時段                        | 星期一至六日間非繁忙時段                        | 4輛      |
| 星期六繁忙時段 （07:00-08:30、18:00-19:30）     | 星期六繁忙時段 （07:00-08:30、18:00-19:30）     | 8~10輛   |
| 星期日                                          | 星期日                                          | 4輛      |

## 行車路綫
K76(S)

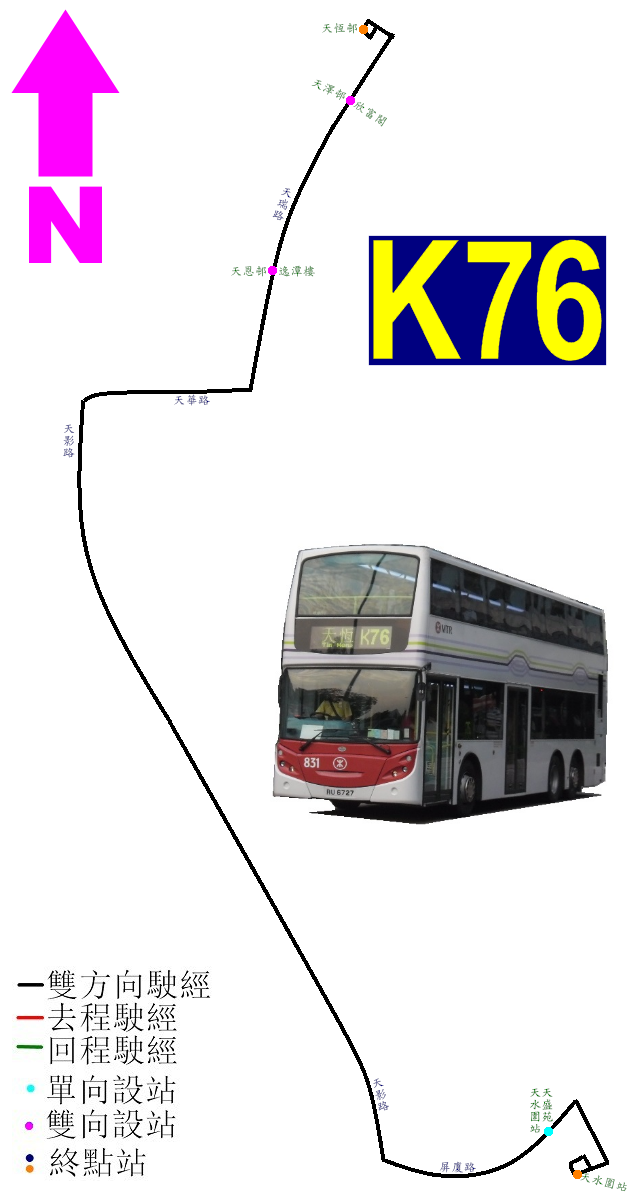
K76線的走線圖

天恆(K76)／濕地公園路(K76S)開經：濕地公園路、天瑞路、天華路、天影路及屏廈路。
天水圍站開經：屏廈路、天影路、天華路、天瑞路及濕地公園路。
有粗體字道路祇限K76S使用。

### 沿線車站
K76(S)
| 天恆（K76）／濕地公園路（K76S）開 | 天恆（K76）／濕地公園路（K76S）開 | 天恆（K76）／濕地公園路（K76S）開 | 天水圍站開 | 天水圍站開 | 天水圍站開             |
| 序號                              | 車站名稱                          | 位置                              | 序號       | 車站名稱   | 位置                   |
| --------------------------------- | --------------------------------- | --------------------------------- | ---------- | ---------- | ---------------------- |
| ^                                 | 濕地公園路                        | 濕地公園路                        | 1          | 天水圍站   | 天水圍站公共運輸交匯處 |
| ^                                 | 濕地公園站                        | 濕地公園路                        | 2          | 天恩邨     | 天瑞路                 |
| 1*                                | 天恆邨                            | 天恆邨公共運輸交匯處              | 3          | 天澤邨     | 天瑞路                 |
| 2                                 | 天逸邨逸潭樓                      | 天瑞路                            | 4*         | 天恆邨     | 天恆邨公共運輸交匯處   |
| 3                                 | 天富苑欣富閣                      | 天瑞路                            | ^          | 濕地公園站 | 濕地公園路             |
| 4                                 | 天盛苑 (天水圍站)                 | 屏廈路                            | ^          | 濕地公園路 | 濕地公園路             |
| 5*                                | 天水圍站                          | 天水圍站公共運輸交匯處            |            |            |                        |

- 註：

1. K76S線不停靠有*號之車站。
2. 有^號之車站只限K76S線停靠。

## 利用狀況
雖然輕鐵路綫能夠接駁屯馬綫，但由於本綫是途經天影路的特快綫，來往天水圍北及天水圍站的行車時間只需約5至10分鐘左右，較須途經天水圍南部的輕鐵705和706綫快捷，因此本綫深受乘客歡迎，在繁忙時間，假日期間每班車更可載滿。
除了本綫的十輛正字軌外，港鐵公司於繁忙時間更需要從車廠抽調車輛，來加強本綫之服務，繁忙時段，巴士車接車地開出，亦派出車務人員協助乘客登車，可見港鐵公司對本綫的重視。

## 未來發展
為配合洪水橋新市鎮發展，天影路P1路段（屏廈路至天華路一段）將會拆除，並由屏廈路取代原有功能。屆時此線將會改道行駛。然而，因應運輸規劃改動，不使用鐵路作運輸，天影路P1路段獲保留。

## 外部連結
港鐵
- 港鐵巴士K76綫路線圖 （页面存档备份，存于）
- 港鐵巴士K76綫 （页面存档备份，存于）

OpenStreetMap
- K76綫路綫圖（往港鐵天水圍站）
- K76綫路綫圖（往天恆）
- 香港巴士大典上的相关条目：港鐵巴士K76綫
- 香港巴士大典上的相关条目：港鐵巴士K76S綫